# ماریان ایلیچ
ماریان ایلیچ (انگلیسی: Marian Ilitch؛ زادهٔ ۷ ژانویهٔ ۱۹۳۳) اهالی کسب‌وکار اهل ایالات متحده آمریکا است، که در سال ۱۹۹۹ شرکت ایلیچ هلدینگ را تأسیس کرد.
وی همچنین برندهٔ جوایزی همچون جام استنلی و تالار مشاهیر زن میشیگان شده‌است.